# Maktoum bin Rashid Al Maktoum Stadium
Das Maktoum Bin Rashid Stadium (auch Al-Shabab Stadium) ist ein Fußballstadion mit Leichtathletikanlage in Dubai, der größten Stadt der Vereinigten Arabischen Emirate. Es ist die Heimspielstätte des Fußballclubs al Shabab aus der UAE Arabian Gulf League sowie der Dubai Kiwis. Im Stadion können bis zu 12.000 Zuschauer Platz finden. Im Oktober 2014 fand im Stadion das Finale des AFC Cups 2014 zwischen al Qadsia Kuwait und dem irakischen Erbil SC statt.